# Pawtucket
Pawtucket (en anglais [pəˈtʌkɪt]) est une ville de l’État de Rhode Island, aux États-Unis, situé à la frontière du Massachusetts, et limitrophe au nord de Providence, la capitale de l'État dont elle fait partie de l'aire métropolitaine. Lors du recensement de 2010, sa population était de 71 148 habitants. La municipalité s'étend sur 8,97 milles carrés (23,23 km2), dont 8,68 milles carrés (22,48 km2) de terres.

## Histoire
Pawtucket fut fondée en 1671 et incorporée en 1954. La révolution industrielle américaine a débuté dans cette ville en 1790 avec l'installation sur la Blackstone River par Samuel Slater de la première unité de production de coton entièrement mécanisée.

## À noter
Le fabricant de jouets Hasbro a son siège à Pawtucket.

## Sport
Les Red Sox de Boston de la MLB y ont leur club école AAA, les Red Sox de Pawtucket dans la Ligue internationale. Ils jouent leurs parties locales au McCoy Stadium.

## Villages
Pawtucket comprend plusieurs villages sur son territoire : 
- Beverage Hill
- Darlington
- Fairlawn
- Lebanon
- Pleasant View
- Woodlawn

## Personnalités notables
- Alice Drummond (1926 - 2015)
- Nina Williams (1990-)